# Ricardo de Aquino Salles

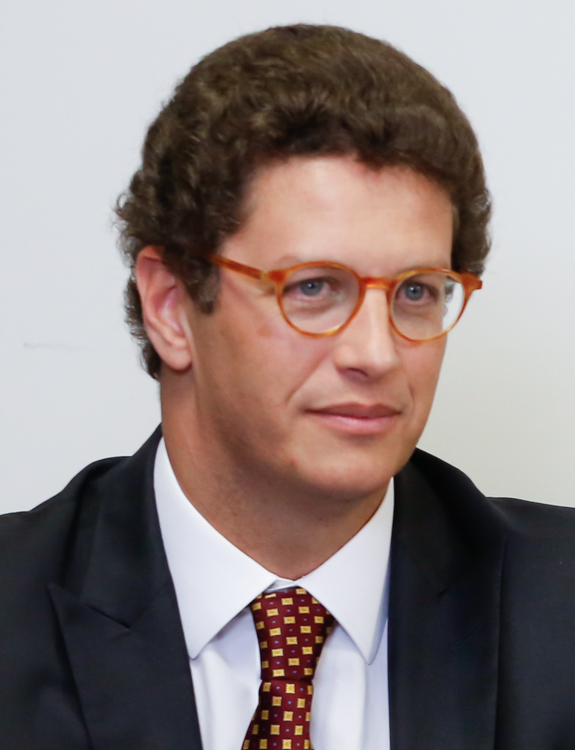
Ricardo Salles (August 2019)

Ricardo de Aquino Salles (* 8. Juni 1975 in São Paulo) ist ein brasilianischer Politiker. Er war vom 1. Januar 2019 bis zu seinem Rücktritt am 23. Juni 2021 Umweltminister Brasiliens im Kabinett Bolsonaro. Salles war Mitglied verschiedener Parteien oder kandidierte für sie. Von 2018 bis 2020 gehörte er dem rechts-liberalen Partido Novo (NOVO) an.

## Ausbildung
Ricardo de Aquino Salles studierte Jura an der Mackenzie Presbyterian University in seiner Heimatstadt und schloss mit einem Diplom in Rechtswissenschaft ab. Postgraduierte Studien folgten an der Universität Coimbra und Universität Lissabon. Er studierte auch Betriebswirtschaft an der privaten Fundação Getulio Vargas. Jahrelang wurde öffentlich gemacht, dass er über einen Abschluss der Yale University verfüge. 2019 gab Salles an, dass diese Information nicht korrekt und von einem Berater gestreut worden sei.
Salles durchlief daneben eine Ausbildung bei verschiedenen US-amerikanischen Think Tanks, darunter dem ultrakonservativen Leadership Institute, das sich der Ausbildung einer zukünftigen konservativen politischen Elite verschrieben hat und eine politische Agenda gegen linke Bewegungen sowie gegen Umwelt- und Klimaschutz verfolgt. Unter anderen finanziert es auch regelmäßig Energie- und Klimakonferenzen des Heartland Institutes. Er gilt als gut vernetzt sowohl mit der Industrie und verschiedenen Think Tanks und traf sich direkt vor dem UN-Klimagipfel 2019 mit dem rechten US-Think Tank Competitive Enterprise Institute. Er ist ebenfalls Mitglied des Atlas Network.

## Politik

### Erfolglose Kandidaturen
2006 kandidierte Salles als Mitglied der wirtschaftsliberalen und konservativen Partei PFL für das Parlament des Bundesstaates São Paulo, erhielt jedoch nur 0,05 Prozent der Stimmen. 2010 erfolgte eine weitere Kandidatur für die inzwischen als Democratas auftretende Partei; wieder scheiterte er.
Mit vier Freunden gründete Salles 2006 die konservative Denkfabrik Movimento Endireita Brasil (MEB). In seiner Grundsatzerklärung bekannte sich der MEB zu wirtschaftsliberalen Positionen und befürwortete eine Schrumpfung des Staates. Salles profilierte sich darüber hinaus als Gegner der Abtreibung und Befürworter der Todesstrafe.

### Privatsekretär des Gouverneurs von São Paulo
Anfang 2013 ernannte der Gouverneur des Bundesstaates São Paulo, Geraldo Alckmin, Ricardo Salles zum Privatsekretär. Dies führte zu Verstimmungen in Alckmins Partei, dem sozialdemokratischen PSDB. 2016 wurde er als Landesumweltminister von São Paulo vereidigt. In den 25 Nationalparks strebte Salles „ein Gleichgewicht zwischen wirtschaftlicher Rentabilität und Umweltschutz“ an.
2018 trat Salles dem 2011 gegründeten wirtschaftsliberalen Partido Novo (NOVO) bei und kandidierte erfolglos bei den Bundeswahlen. Der brasilianische Präsident Jair Bolsonaro berief Salles zum 1. Januar 2019 in sein Kabinett. Die Ernennung rief Kritik bei früheren brasilianischen Umweltministern und unter anderem auch bei Greenpeace hervor. Aufgrund des Eintritts in das Kabinett Bolsonaros wurde Salles 2020 aus dem Partido Novo ausgeschlossen.

### Umweltminister
Salles ist Klimawandelleugner  und verfolgte als Umweltminister eine wirtschaftsliberale Politik im Bereich des Natur- und Ressourcenschutzes. Kurz nach seinem Amtsantritt kritisierte Salles den internationalen Amazonienfonds für Wald- und Klimaschutz. Der Fonds wird von der Entwicklungsbank Brasiliens (BNDES) verwaltet, läuft von 2010 bis 2021 und fördert Projekte der amazonischen Bundesstaaten, Umweltbehörden, Forschungseinrichtungen, Organisationen der Zivilgesellschaft und indigener Völker zum besseren Schutz des Amazonas. Ziel des Fonds ist es, u. a. illegale Entwaldung zu bekämpfen und die nachhaltige Nutzung des tropischen Regenwaldes voranzutreiben. Neben Norwegen als größtem Geldgeber (1,2 Milliarden Dollar, 94 Prozent des Gesamtvolumens), stellte Deutschland seit 2008 über die Kreditanstalt für Wiederaufbau (KfW) bis 2019 55 Millionen Euro (5 Prozent) bereit. Salles und sein Umweltministerium (MMA) wollten Landbesitzer in Schutzgebieten finanziell kompensieren. Deutschland und Norwegen sprechen sich dagegen aus und wollen die bisherigen Strukturen und Förderbedingungen des Fonds beibehalten.
Nach den Waldbränden im brasilianischen Amazonas-Regenwald in seiner Amtszeit sagte Salles im August 2019 der Financial Times, die Lösung des Problems wäre die „Monetarisierung“ des Regenwaldes. Die in den letzten zehn bis zwanzig Jahren gefassten Regeln zum Schutz des Waldes seien zu strikt und unflexibel. Sie würden Entwicklung verhindern. Während nach der Waldbrandentwicklung im August 2019 der deutsche Entwicklungsminister Gerd Müller (CSU) an dem Amazonienfonds festhalten wollte, erklärte Bundesumweltministerin Svenja Schulze (SPD), ihr Ministerium werde Fördermittel ihres Hauses von 35 Millionen Euro für die Aufforstung des Regenwaldes und den Schutz der Biodiversität stoppen.
Am 22. April 2020 sagte Ricardo Salles in einer Kabinettssitzung: „Wir haben jetzt die Möglichkeit, da die Presse sich ausschließlich mit Covid-19 beschäftigt, uns das Thema Amazonas vorzunehmen. Wir haben in diesem Moment die Chance, alle Regelungen zu ändern und die Vorschriften zu vereinfachen.“
Nachdem der ehemalige Bundespolizeichef des Bundesstaates Amazonas, Alexandre Saraiva, eine Klage gegen Salles eingereicht hatte, in der er behauptete, dieser habe Ermittlungen behindert, die zur bislang größten Beschlagnahme von illegalem Holz in Brasilien geführt hätten, leitete der Oberste Gerichtshof Brasiliens im Juni 2021 ein Ermittlungsverfahren ein. Salles werden Interessenvertretung im Amt, Behinderung der Umweltinspektion und Behinderung der Untersuchung einer Straftat, an der eine kriminelle Vereinigung beteiligt ist, vorgeworfen. Die Bundespolizei Brasiliens ermittelt darüber hinaus gegen Salles wegen Vorwürfen, er habe seine Position genutzt, um die Kontrollen des Holzexports durch das IBAMA, die Umweltbehörde des Landes, zu schwächen. Salles bestreitet jegliches Fehlverhalten, am 23. Juni 2021 trat er jedoch von seinem Amt zurück. Zu seinem Nachfolger wurde Joaquim Álvaro Pereira Leite ernannt.